# Phalloniscus armatus
Phalloniscus armatus är en kräftdjursart som beskrevs av Bowley 1935. Phalloniscus armatus ingår i släktet Phalloniscus och familjen Dubioniscidae. Inga underarter finns listade i Catalogue of Life.